# 潘善念
潘善念（越南语：／；1869年—？年），越南阮朝官員。

## 生平
潘善念是南定省義興府務本縣果靈社（今屬南定省務本縣成利社果靈村）人，嗣德二十二年（1869年）出生。成泰十八年（1906年），潘善念參加河南場鄉試，考中舉人。次年（1907年），庭試考中副榜。後歷任鎮安、恩施、錦溪、葛海知縣，端雄知府。